# (5834) Kasai
(5834) Kasai es un asteroide perteneciente al cinturón de asteroides, región del sistema solar que se encuentra entre las órbitas de Marte y Júpiter, descubierto el 28 de septiembre de 1992 por Seiji Ueda y el astrónomo Hiroshi Kaneda desde el Kushiro Marsh Observatory, Hokkaido, Japón.

## Designación y nombre
Designado provisionalmente como 1992 SZ14. Debe su nombre a Kiyoshi Kasai, flautista principal de la Orquesta Sinfónica de Basilea (Suiza) y astrónomo amateur responsable del descubrimiento de más de 80 nuevas estrellas variables.

## Características orbitales
Kasai está situado a una distancia media del Sol de 2,894 ua, pudiendo alejarse hasta 3,179 ua y acercarse hasta 2,609 ua. Su excentricidad es 0,098 y la inclinación orbital 10,33 grados. Emplea 1798,55 días en completar una órbita alrededor del Sol.

## Características físicas
La magnitud absoluta de Kasai es 12. Tiene 12,191 km de diámetro y su albedo se estima en 0,226. 